# Senador Pompeu (ort)
Senador Pompeu är en ort i Brasilien.   Den ligger i kommunen Senador Pompeu och delstaten Ceará, i den östra delen av landet, 1 500 km nordost om huvudstaden Brasília. Senador Pompeu ligger 181 meter över havet och antalet invånare är 16 515.
Terrängen runt Senador Pompeu är huvudsakligen platt. Senador Pompeu ligger nere i en dal. Det finns inga andra samhällen i närheten.
Omgivningarna runt Senador Pompeu är huvudsakligen savann. Runt Senador Pompeu är det ganska glesbefolkat, med 40 invånare per kvadratkilometer.